# Корещина
Коре́щина — село в Україні, у Глобинській міській громаді Кременчуцького району Полтавської області. Населення становить 160 осіб. До 2020 орган місцевого самоврядування — Землянківська сільська рада.

## Географія
Село Корещина розташоване між селами Землянки і Сіренки (1 км).

## Історія
У Національній книзі пам'яті жертв Голодомору 1932—1933 років в Україні вказано, що 561 мешканець села з 824 загинули від голоду.
У лютому 2020 року громада села Корещина ухвалила рішення перевести свій храм до парафії Православної церкви України.
12 червня 2020 року, відповідно до розпорядження Кабінету Міністрів України № 721-р «Про визначення адміністративних центрів та затвердження територій територіальних громад Полтавської області», село увійшло до складу Глобинської міської громади.
19 липня 2020 року, в результаті адміністративно - територіальної реформи та ліквідації Глобинського району, село увійшло до складу новоутвореного Кременчуцького району.

## Населення
Населення станом на 1 січня 2011 року становить 160 осіб.
- 1933 — 824[3]
- 2001 — 195
- 2011 — 160

### Мова
Розподіл населення за рідною мовою за даними перепису 2001 року:
| Мова       | Кількість | Відсоток |
| ---------- | --------- | -------- |
| українська | 183       | 93.84%   |
| російська  | 6         | 3.08%    |
| румунська  | 6         | 3.08%    |
| Усього     | 195       | 100%     |

## Пам'ятки

Раїса Кириченко

У селі зберігається хата батьків видатної української співачки Раїси Кириченко. Тут, у батьківській хаті, минуло дитинство славетної співачки, тут вона прожила останні роки, тут заповіла поховати біля матері. 13 жовтня 2005 року відкрили меморіальну таблицю на садибі народної артистки Раїси Кириченко.. У 2018 році відкрито Музей-садибу Раїси Кириченко «Мамина вишня».

## Відомі люди
- Раїса Кириченко — Народна артистка України, Повний кавалер ордена Княгині Ольги, Герой України.